# 2024年新不伦瑞克省大选
2024年新不倫瑞克省大選（英語：2024 New Brunswick general election）將於2024年10月21日舉行，選舉第61屆新不倫瑞克省議會議員。 
選舉結果顯示蘇珊·霍爾特領導的新不伦瑞克自由党取得過半數席位的31席，將組建自由党多數政府。霍爾特將會是新不倫瑞克省首位女省长。